# Olof Gidlund
Olof Gidlund född 1921 i Finland död 1987, var en svensk trafikflygare och en av silverflygarna.
Gidlund flyttad i sexårsåldern med sina föräldrar till Sverige där de senare bosatte sig i Rimbo i Uppland. Vid 15 års ålder var han med i en uppvisningsgrupp vid olympiaden i Berlin 1936. Han anmälde sig som frivillig i finska vinterkriget. Efter kriget fortsatte han sina studier och avlade en ingenjörsexamen i Stockholm. Efter studierna sökte han in som frivillig för att fylla luckorna i det svenska Flygvapnet efter genomgången Flygreservskola-43 (FRS-1943) tilldelades han sina silvervingar. Som pilot i flygvapnet var han verksam vid F 10. Efter beredskapsåren återgick han till civil verksamhet. Han anställdes 1951 vid SAS och 1957 utnämndes han till flygkapten i bolaget. Han flög bland annat för FN i Kongo och var under en period utlandsstationerad i Thailand och USA.